# 畢公高
毕公高（?—?），姬姓，名高，周文王第十五子，周朝初年重臣。

## 生平
毕公高先后辅佐周武王、周成王、周康王。《史记》载毕公高与周王同姓，周武王把毕公高封到毕地（今陕西西安西南）。

## 子孙
毕公高长子楷伯别封至楷国，次子毕仲继承毕国。毕公高是晋国大夫毕万的祖先，即战国七雄之一的魏国的始祖。

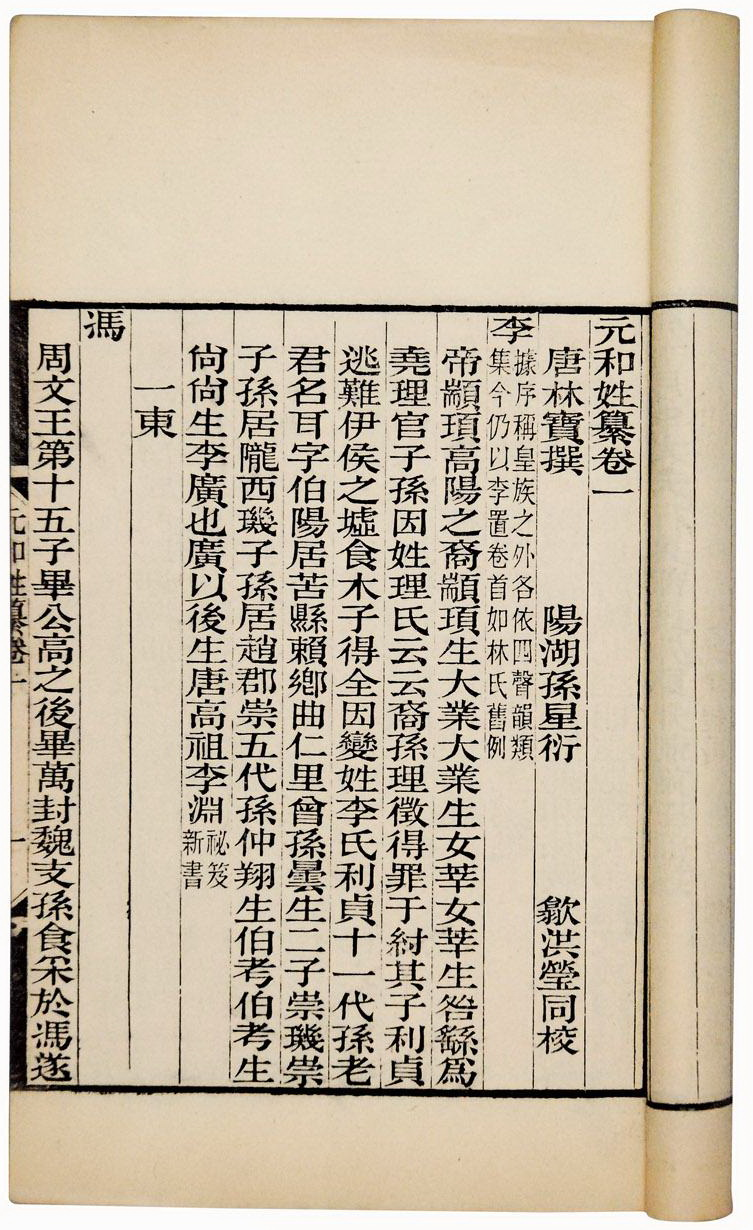
《元和姓纂》卷一首页，清光绪六年（1880年）金陵书局刻本